# ستيفان مورو
ستيفان مورو (بالفرنسية: Stéphane Moreau)‏ (1 يناير 1971 نانت فرنسا - ) هو لاعب كرة قدم فرنسي، يلعب كمدافع.

## مسيرته

### مسيرته مع الأندية
- 1995 - 1998 لعب مع نادي كاين 78 مباراة سجل خلالها هدفين.
- 1998 - 2003 لعب مع ستاد لافال 99 مباراة سجل خلالها هدف.

## روابط خارجية
- ستيفان مورو على موقع قاعدة بيانات كرة القدم.إي يو (الإنجليزية)
- ستيفان مورو على موقع Soccerway.com (الإنجليزية)
- ستيفان مورو على موقع عالم كرة القدم.نت (الإنجليزية)
- ستيفان مورو على موقع GSA (الإنجليزية)